# Vladimir Vuković
Vladimir Vuković (26 août 1898, Zagreb - 18 novembre 1975, Zagreb) était un joueur d’échecs, arbitre, théoricien, écrivain et journaliste juif croate.